# Microcreagris atlantica
Microcreagris atlantica es una especie de arácnido del orden Pseudoscorpionida de la familia Neobisiidae.

## Distribución geográfica
Se encuentra en Estados Unidos.